# Міста Ісландії

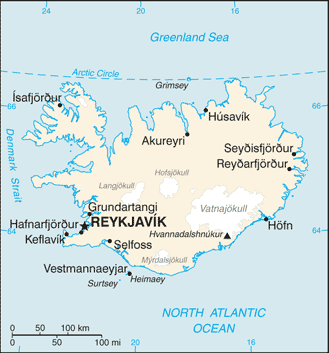
Мапа Ісландії

Міста Ісландії. Деякі з великих міст та поселень Ісландії є також автономними муніципалітетами. Чисельність вказано за можливістю на 2018 рік.

## Населені пункти Ісландії з кількістю жителів понад 1000
| #  | Населений пункт | Населення | Виборчий округ                                                          | Регіон             |
| -- | --------------- | --------- | ----------------------------------------------------------------------- | ------------------ |
| 1  | Рейк'явік       | 126941    | Північний виборчий округ Рейк'явіка/Південний виборчий округ Рейк'явіка | Гефюдборґарсвайдід |
| 2  | Коупавоґур      | 35980     | Південно-західний виборчий округ Ісландії                               | Гефюдборґарсвайдід |
| 3  | Гапнарфйордур   | 29412     | Південно-західний виборчий округ Ісландії                               | Гефюдборґарсвайдід |
| 4  | Акурейрі        | 17355     | Північно-східний виборчий округ Ісландії                                | Нордурланд-Ейстра  |
| 5  | Ґардабаїр       | 15709     | Південно-західний виборчий округ Ісландії                               | Гефюдборґарсвайдід |
| 6  | Мосфельсбаїр    | 10556     | Південно-західний виборчий округ Ісландії                               | Гефюдборґарсвайдід |
| 7  | Кеплавік        | 8169      | Південно-західний виборчий округ Ісландії                               | Судурнес           |
| 8  | Акранес         | 7259      | Північно-західний виборчий округ Ісландії                               | Вестурланд         |
| 9  | Сельфосс        | 6512      | Південний виборчий округ Ісландії                                       | Судурланд          |
| 10 | Селтьярнарнес   | 4411      | Південно-західний виборчий округ Ісландії                               | Гефюдборґарсвайдід |
| 11 | Нярдвік         | 4400      | Південно-західний виборчий округ Ісландії                               | Судурнес           |
| 12 | Вестманнаеяр    | 4272      | Південний виборчий округ Ісландії                                       | Судурланд          |
| 13 | Ісафіордюр      | 3629      | Північно-західний виборчий округ Ісландії                               | Вестфірдір         |
| 14 | Ґріндавік       | 2991      | Південний виборчий округ Ісландії                                       | Судурнес           |
| 15 | Сейдаркрокюр    | 2635      | Північно-західний виборчий округ Ісландії                               | Нордурланд-Вестра  |
| 16 | Альфтанес       | 2498      | Південно-західний виборчий округ Ісландії                               | Гефюдборґарсвайдід |
| 17 | Квераґерді      | 2382      | Південний виборчий округ Ісландії                                       | Судурланд          |
| 18 | Еґільсстадір    | 2319      | Північно-східний виборчий округ Ісландії                                | Аустурланд         |
| 19 | Хусавік         | 2184      | Північно-східний виборчий округ Ісландії                                | Нордурланд-Ейстра  |
| 20 | Борґарнес       | 1865      | Північно-західний виборчий округ Ісландії                               | Вестурланд         |
| 21 | Гепн            | 1665      | Південний виборчий округ Ісландії                                       | Аустурланд         |
| 22 | Сандґерді       | 1580      | Південний виборчий округ Ісландії                                       | Судурнес           |
| 23 | Нескойпстадур   | 1530      | Північно-східний виборчий округ Ісландії                                | Аустурланд         |
| 24 | Торлаксгьопн    | 1522      | Південний виборчий округ Ісландії                                       | Судурланд          |
| 25 | Ґардур          | 1425      | Південний виборчий округ Ісландії                                       | Судурнес           |
| 26 | Далвік          | 1370      | Північно-східний виборчий округ Ісландії                                | Нордурланд-Ейстра  |
| 27 | Siglufjörður    | 1206      | Північно-східний виборчий округ Ісландії                                | Нордурланд-Ейстра  |
| 28 | Рейдарфйордур   | 1118      | Північно-східний виборчий округ Ісландії                                | Аустурланд         |
| 29 | Стіккісгоульмур | 1107      | Північно-західний виборчий округ Ісландії                               | Вестурланд         |
| 30 | Воґар           | 1035      | Південний виборчий округ Ісландії                                       | Судурнес           |
| 31 | Ескіфйордур     | 1026      | Північно-східний виборчий округ Ісландії                                | Аустурланд         |

## Міста та інші поселення із населенням від 200 до 1000 мешканців
- Оулафсвік (970)
- Хвольсвьоллур (931)
- Болунгарвік (924)
- Хелла (861)
- Грюндарфйордур (834)
- Бльондюоус (821)
- Оулафсфйордюр (791)
- Фаускрудсфйордюр (712)
- Патрексфйордюр (677)
- Сейдісфіордюр (663)
- Хваммстангі (578)
- Стокксейрі (528)
- Еїрарбаккі (526)
- Вопнафйордюр (526)
- Скагастрьонд (477)
- Флудір (432)
- Вік і Мірдал (402)
- Феллабайр (395)
- Хелліссандур (365)
- Д'юпівогур (357)
- Тоурсхьофн (352)
- Свалбардсейрі (337)
- Хоульмавік (320)
- Грютубаккахреппур (297)
- Хваннейрі (285)
- Тінгейрі (276)
- Будардалюр (272)
- Рейкхольт (270)
- Храфнагіл (257)
- Судурейрі (257)
- Толкнафйордюр (231)
- Більдюдалюр (225)
- Хніфьсдалюр (208)
- Рейк'яхлід (208)

## Деякі поселення із населенням менше ніж 200 осіб
- Лаугарватн (191)
- Біфрост (179)
- Гапнір (110)
- Гоулар-і-Г'яльтадаль (94)
- Ґрімсей (61)